# LGOC X-type
Le LGOC X-type est l'un des premiers autobus à impériale de Londres.

## Histoire
Le X-type est le premier bus construit par London General Omnibus Company (LGOC). La division constructeur de LGOC devint AEC en juin 1912. 
En 1908, LGOC fusionna avec ses deux principaux rivaux, London Motor Omnibus Co. (aussi appelée Vanguard) et London Road Car Co. (utilisant le nom Union Jack pour sa flotte). Le conglomérat en résultant, utilisant le nom General sur ses autobus, possédait une flotte de 885 véhicules motorisés, tandis que les omnibus étaient remisés petit à petit. L'ingénieur-motoriste en chef Frank Searle proposa que LGOC construise ses propres véhicules à Blackhorse Road.
Le prototype fut terminé le 12 août 1909 et reçut son homologation juste avant Noël. Il possédait une disposition classique, c'est-à-dire que le conducteur était assis derrière le moteur. La carrosserie était similaire à celle des omnibus, avec un toit ouvert et des sièges accolés aux flancs du véhicule.
Au total, 60 X-type durent construits, ainsi qu'un camion de même modèle. La production prit fin en décembre 1909, tandis que commençait celle du Type B.